# Suðurnes
Il Suðurnes è una delle otto regioni islandesi, situata nella penisola di Reykjanes, nel sud-ovest del paese.
Ha una popolazione di circa 20.000 abitanti, e rappresenta una delle regioni con la maggiore densità di popolazione del Paese.
Il centro amministrativo è rappresentato dalla città di Keflavík, con una popolazione di 7.000 abitanti, che negli anni scorsi si è unito legalmente alla città limitrofa di Njarðvík, dando vita al raggruppamento urbano di Reykjanesbær, che con i suoi 10.000 abitanti rappresenta il secondo maggiore tra i centri urbani del Paese, dopo la capitale Reykjavík.

## Geografia fisica

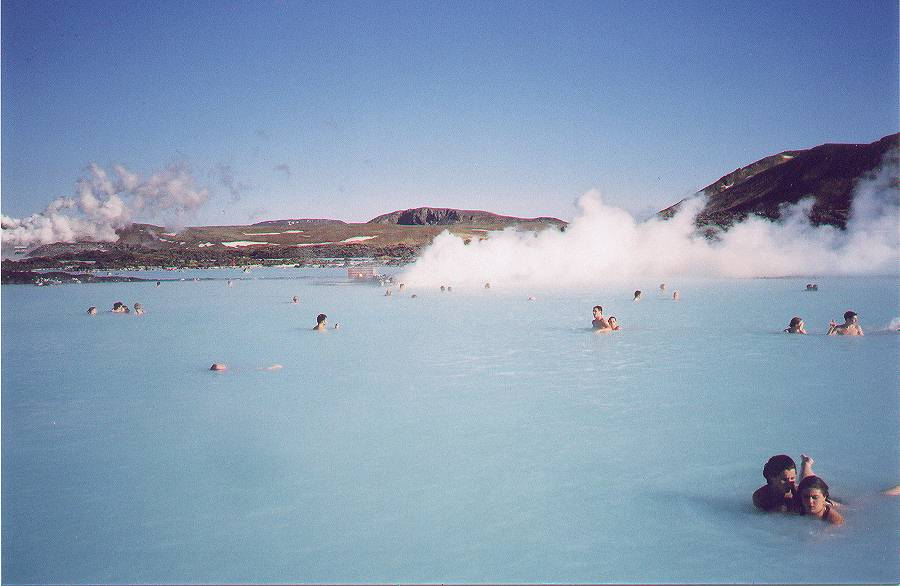
La Blue Lagoon

La penisola che ospita la regione è di origine vulcanica, chiamata anche il  punto di fumo per via della presenza di numerosi soffioni boraciferi e geyser, affaccia per tre lati sull'Oceano Atlantico.
L'orizzonte nell'entroterra è composto da vulcani inattivi, e da una terra parca di vegetazione dal tipico colore grigio-nero per via delle varie esplosioni vulcaniche del passato.
Nella piccola regione è possibile ammirare la Bláa Lónið (Laguna blu), una piccola piscina naturale in cui l'energia geotermica del sistema vulcanico Svartsengi riscalda l'acqua del bacino fino a 39 °C.
La regione è anche la più calda di tutto il Paese, è addirittura difficile che si presentino frequenti nevicate.

## Economia

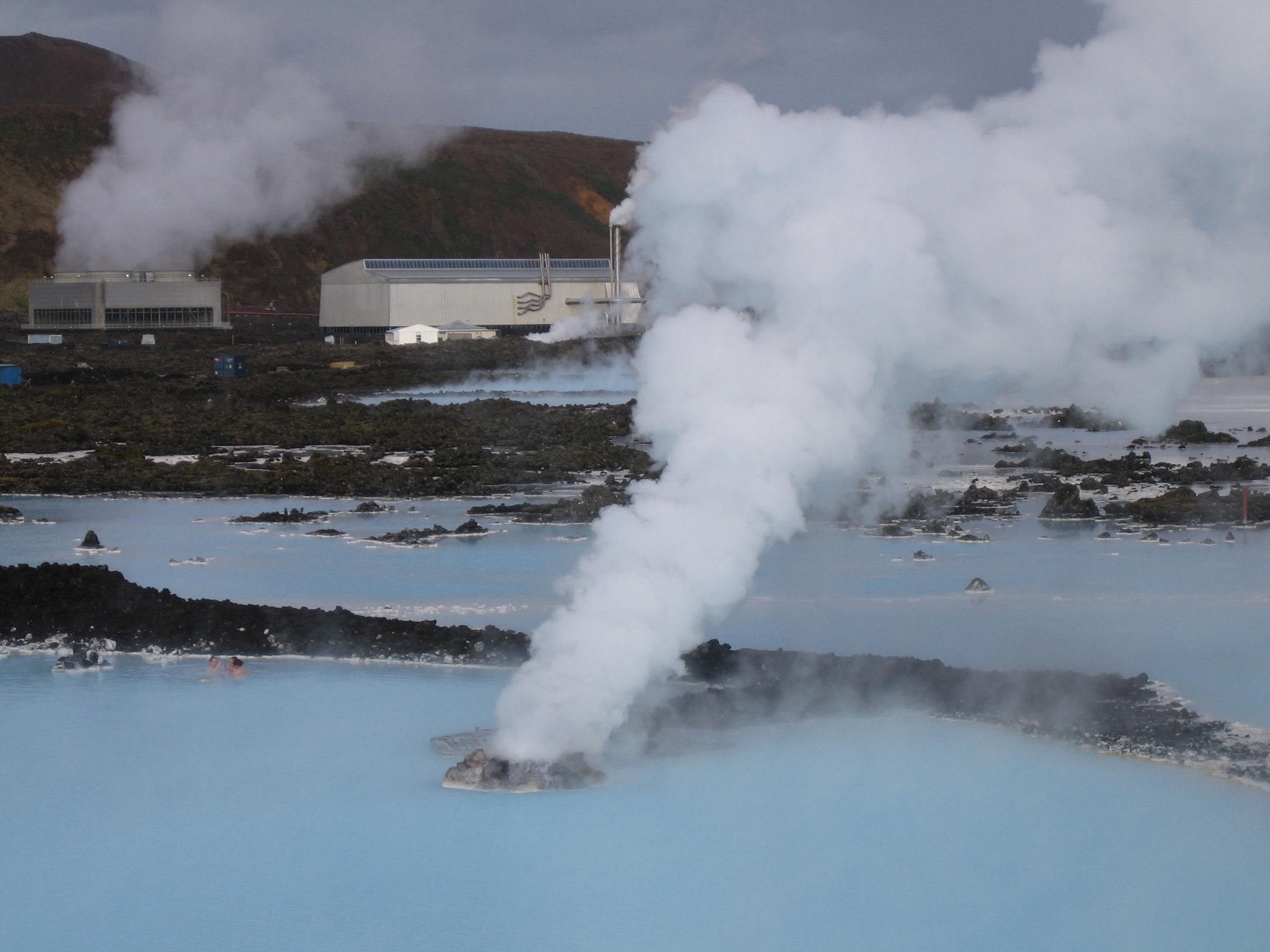
Centrale geotermica

Nella regione si trova l'Aeroporto Internazionale di Keflavík il maggiore aeroporto dell'Islanda, è collocato a circa 50 km dalla capitale, e rappresenta il principale punto di collegamento con l'Europa continentale.
È presente nella località di Svartsengi una grande centrale elettrica che produce energia sfruttanto la geotermia ad alta entalpia.

## Storia
Nel periodo tra la prima guerra mondiale e la seconda la penisola è stata una base di appoggio per le truppe americane
Nel 1976 durante alcune ricerche per reperire fonti di energia alternativa, le perforazioni hanno portato alla luce un'enorme falda acquifera geotermica che successivamente è stata sfruttata per la realizzazione della Laguna Blu, principale attrazione turistica del luogo

## Comuni
- Grindavík: (2.697)
- Reykjanesbær: (11.928)
- Suðurnesjabær: (3374)
- Vogar: (1.106)